# Dizkret
Dizkret, właściwie Wojciech Nosowski (ur. 24 listopada 1982 w Warszawie) – polski raper, autor tekstów, freestyle'owiec i przedsiębiorca branży reklamowej, członek zespołu Stare Miasto i kolektywu Obrońcy Tytułu, prowadzi również karierę solową.
W 2011 roku znalazł się 20. miejscu listy 30 najlepszych polskich raperów według magazynu Machina. Rok później znalazł się na 6. miejscu analogicznej listy opublikowanej przez serwis Porcys.

## Życiorys
Dizkret działalność artystyczną rozpoczął w grupie TJK, następnie uczestniczył w projekcie Stare Miasto, w którego skład wchodzili również WuBe i Wujlok. Grupę charakteryzowało brzmienie żywych instrumentów, współpracowała na stałe z DJ Romkiem, Majkim i Korzeniem. Wydali dwie płyty, pierwszą, nakładem Polygram o nazwie Stare Miasto (1998), promowaną singlem „Jak się poruszać po mieście” i drugą: Minuty (2001) wydaną przez Universal Music Polska. Po drugiej płycie zespół zawiesił działalność.
Dizkret nawiązał współpracę z producentem, Praktikiem, z którym wydał płytę IQ (2002). Dizkret współpracował z grupą The Headnods. Na koncie ma także pracę z MTV, 4FunTV i dla magazynu Hiro.
Dizkret zakończył karierę rapową po wydaniu płyty IQ. Jest twórcą agencji marketingowej albo/albo.
Niespodziewanie dla sympatyków, w czerwcu 2021 r. raper pojawił się z gościnną zwrotką w utworze „Followup”' autorstwa Belmondo. Rok później premierę miała reedycja IQ z okazji 20 lecia albumu.
26 kwietnia 2024 roku miał premierę pierwszy od lat singiel „Rewanż”, wydany pod skrzydłami wytwórni Poppyn.

## Dyskografia
| Rok  | Album                                                             | Pozycja na liście | Sprzedaż     |
| Rok  | Album                                                             | POL               | Sprzedaż     |
| ---- | ----------------------------------------------------------------- | ----------------- | ------------ |
| 2002 | IQ (oraz Praktik) - Data: 2 grudnia 2002 - Wydawca: Konkret Promo | 13                | - POL: 1800+ |

## Teledyski
| Rok  | Tytuł                                             | Źródło |
| ---- | ------------------------------------------------- | ------ |
| 2002 | „Zburzyć mur” (oraz Praktik; gośc. Gutek)         | [ 12 ] |
| 2004 | „Jestem tu” (Praktik; gośc. Dizkret, Piotr Pacak) | [ 13 ] |
| 2021 | „Followup” (Belmondawg; gośc. Dizkret)            | [ 6 ]  |
| 2024 | „Rewanż” (gośc. Moo Latte, Falcon1)               | [ 8 ]  |
| 2024 | „Zmieniłem zdanie (Update)” (gośc. Moo Latte)     | [ 14 ] |

## Filmografia
| Rok  | Tytuł    | Uwagi                                             | Źródło |
| ---- | -------- | ------------------------------------------------- | ------ |
| 2001 | Blokersi | film dokumentalny, reżyseria: Sylwester Latkowski | [ 15 ] |